# وندی ویلیامز: یک آشفتگی!
وندی ویلیامز: یک آشفتگی! (به انگلیسی: Wendy Williams: What a Mess!) مستندی دربارهٔ وندی ویلیامز است.